# Carebara patrizii
Carebara patrizii är en myrart som beskrevs av Menozzi 1927. Carebara patrizii ingår i släktet Carebara och familjen myror. Inga underarter finns listade.